# لو غامبينو
لو غامبينو (بالإنجليزية: Lu Gambino)‏ هو لاعب كرة قدم أمريكية أمريكي، ولد في 21 سبتمبر 1923 في بروين في الولايات المتحدة، وتوفي في 16 يوليو 2003.

## وصلات خارجية
- لو غامبينو على موقع مرجع كرة القدم المحترفة.كوم (الإنجليزية)